# Randy Krummenacher

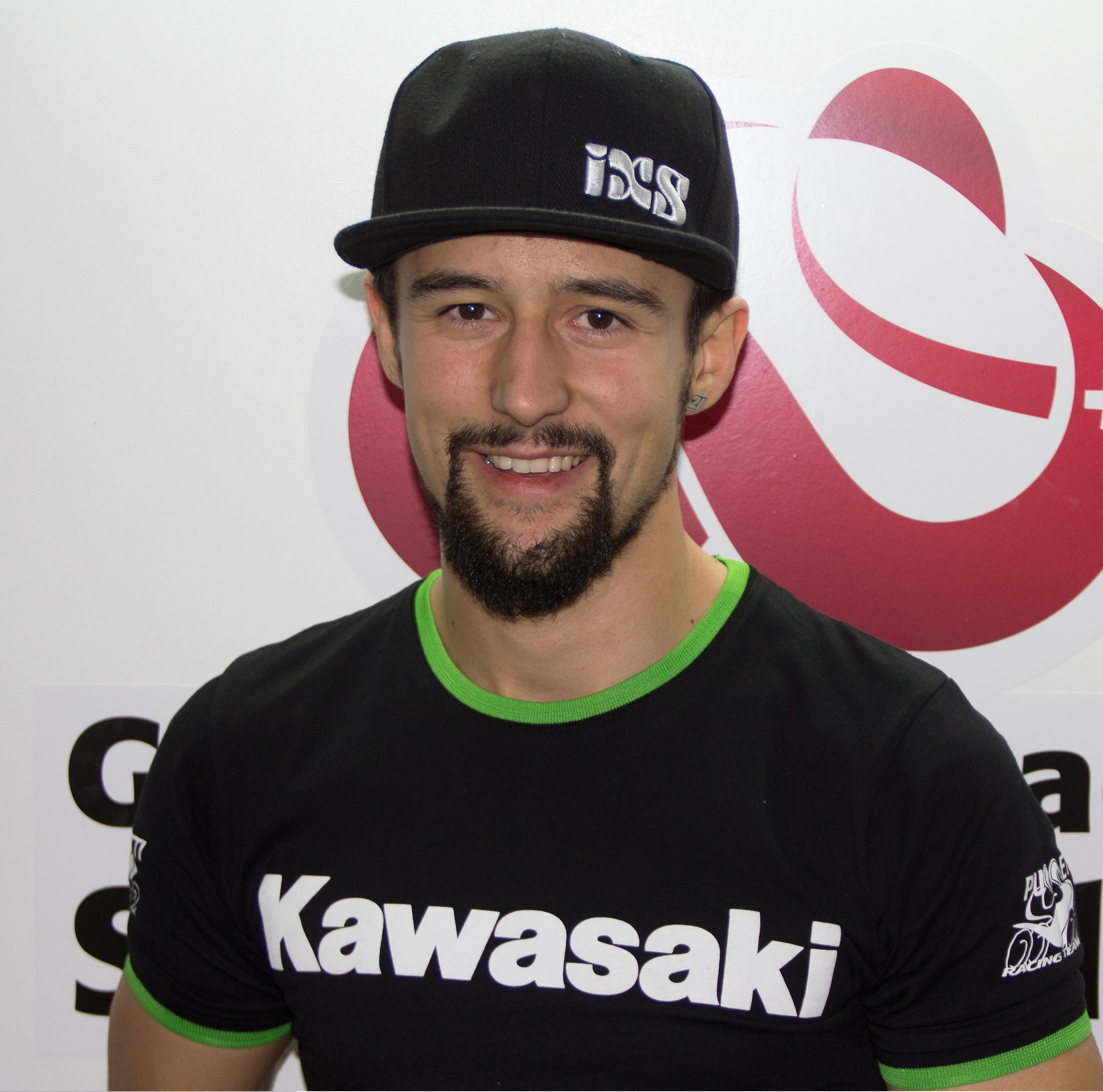
Krummenacher (2016)

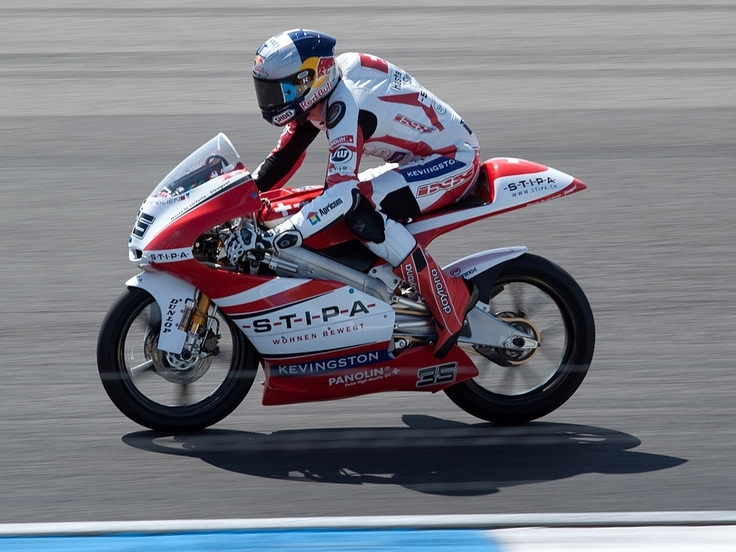
Krummenacher bei der Dutch TT 2010 auf Aprilia

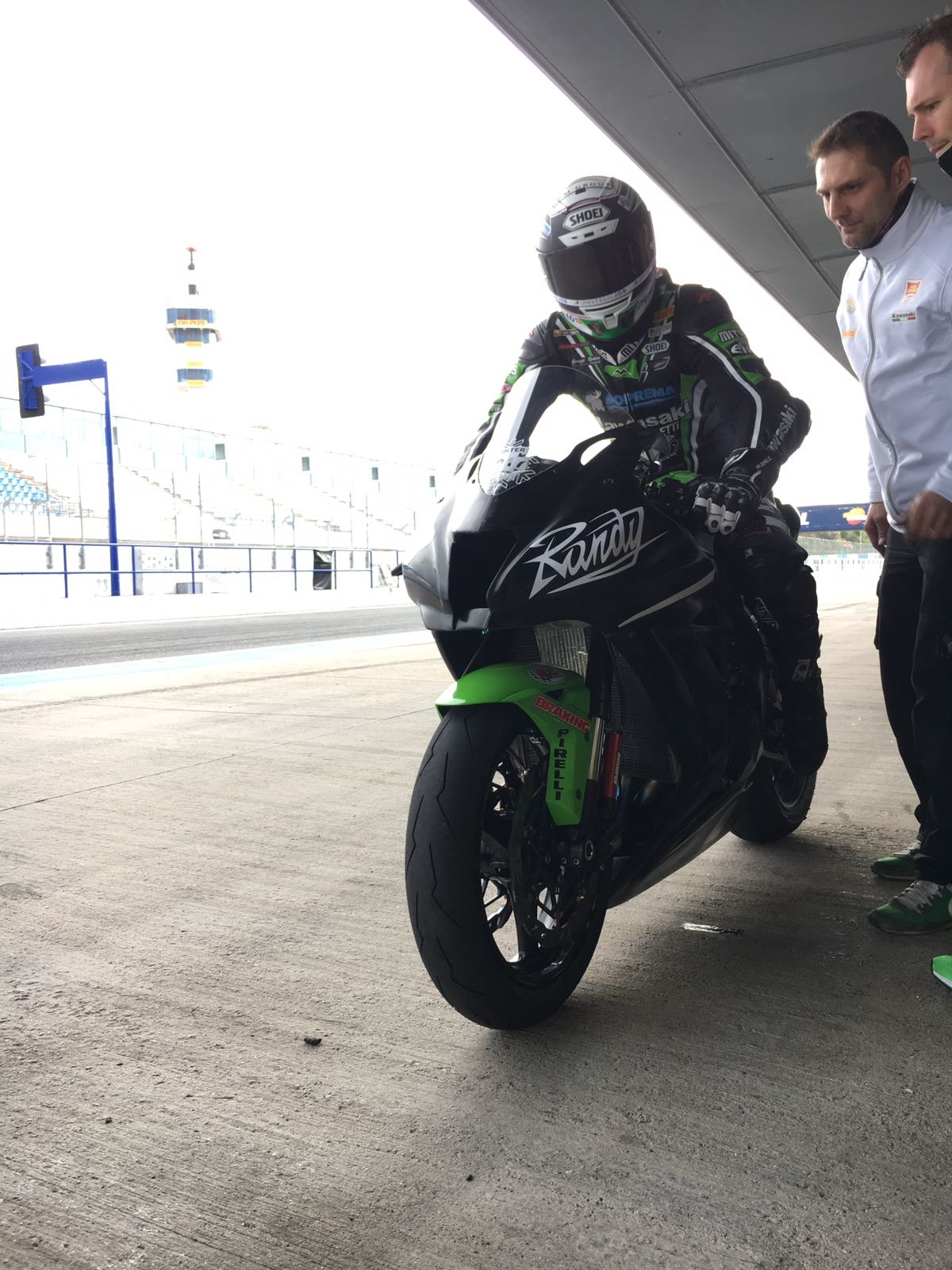
Randy Krummenacher auf Kawasaki ZX-10R in Jerez de la Frontera 2016

Randy Krummenacher (* 24. Februar 1990 in Grüt) ist ein Schweizer Motorradrennfahrer.
In der Saison 2019 gewann er auf Yamaha die FIM-Supersport-Weltmeisterschaft.

## Statistik

### In der Motorrad-Weltmeisterschaft
| Saison | Klasse  | Team                              | Motorrad | Rennen | Siege | Podien | Poles | Punkte | Ergebnis |
| ------ | ------- | --------------------------------- | -------- | ------ | ----- | ------ | ----- | ------ | -------- |
| 2006   | 125 cm³ | Red Bull KTM GP125                | KTM      | 4      | –     | –      | –     | –      | —        |
| 2007   | 125 cm³ | Red Bull KTM GP125                | KTM      | 17     | –     | 1      | –     | 69     | 13.      |
| 2008   | 125 cm³ | Red Bull KTM GP125                | KTM      | 13     | –     | –      | –     | 10     | 25.      |
| 2009   | 125 cm³ | DeGraaf Grand Prix                | Aprilia  | 16     | –     | –      | –     | 32     | 21.      |
| 2010   | 125 cm³ | Stipa - Molenaar Racing GP        | Aprilia  | 17     | –     | –      | –     | 113    | 9.       |
| 2011   | Moto2   | GP Team Switzerland Kiefer Racing | Kalex    | 17     | –     | –      | –     | 52     | 18.      |
| 2012   | Moto2   | GP Team Switzerland Kiefer Racing | Kalex    | 13     | –     | –      | –     | 31     | 19.      |
| 2013   | Moto2   | Technomag carXpert                | Suter    | 13     | –     | –      | –     | 22     | 17.      |
| 2014   | Moto2   | IodaRacing Project                | Suter    | 17     | –     | –      | –     | 24     | 24.      |
| 2015   | Moto2   | JIR Racing Team                   | Kalex    | 18     | –     | –      | –     | 31     | 21.      |
| 2023   | MotoE   | Dynavolt Intact GP MotoE          | Ducati   | 16     | 1     | 4      | –     | 167    | 5.       |
| Gesamt | Gesamt  | Gesamt                            | Gesamt   | 152    | 1     | 5      | 0     | 552    |          |

### In der Supersport-Weltmeisterschaft
(Stand: Saisonende 2021)
| Saison | Team                             | Motorrad              | Rennen | Rennen | Siege | Siege | Zweiter | Dritter | Dritter | Poles | Schn. Runden | Punkte | Punkte | Ergebnis    |
| ------ | -------------------------------- | --------------------- | ------ | ------ | ----- | ----- | ------- | ------- | ------- | ----- | ------------ | ------ | ------ | ----------- |
| 2016   | Kawasaki Puccetti Racing         | Kawasaki Ninja ZX-6 R | 12     | 12     | 1     | 1     | 1       | 1       | 1       | 1     | –            | 140    | 140    | 3.          |
| 2018   | BARDAHL Evan Bros. WorldSSP Team | Yamaha YZF-R 6        | 12     | 12     | 1     | 1     | 2       | –       | –       | –     | 2            | 159    | 159    | 4.          |
| 2019   | BARDAHL Evan Bros. WorldSSP Team | Yamaha YZF-R 6        | 12     | 12     | 4     | 4     | 4       | –       | –       | 3     | 4            | 213    | 213    | Weltmeister |
| 2020   | MV Agusta Reparto Corse          | MV Agusta F3          | 1      | 1      | –     | –     | –       | –       | –       | –     | –            | 0      | 0      | –           |
| 2021   | EAB Racing Team                  | Yamaha YZF-R 6        | 14     | 21     | –     | 1     | –       | 1       | 1       | –     | –            | 74     | 156    | 10.         |
| 2021   | CM Racing                        | Yamaha YZF-R 6        | 7      | 21     | 1     | 1     | –       | –       | 1       | –     | –            | 72     | 156    | 10.         |
| Gesamt | Gesamt                           | Gesamt                | 58     | 58     | 7     | 7     | 7       | 2       | 2       | 4     | 6            | 668    | 668    | 1 WM-Titel  |

### In der Superbike-Weltmeisterschaft
| Saison | Team                     | Motorrad        | Rennen | Siege | Zweiter | Dritter | Poles | Schn. Runden | Punkte | Ergebnis |
| ------ | ------------------------ | --------------- | ------ | ----- | ------- | ------- | ----- | ------------ | ------ | -------- |
| 2017   | Kawasaki Puccetti Racing | Kawasaki ZX-10R | 18     | –     | –       | –       | –     | –            | 50     | 16.      |
| Gesamt | Gesamt                   | Gesamt          | 18     | 0     | 0       | 0       | 0     | 0            | 50     |          |